# Pianino

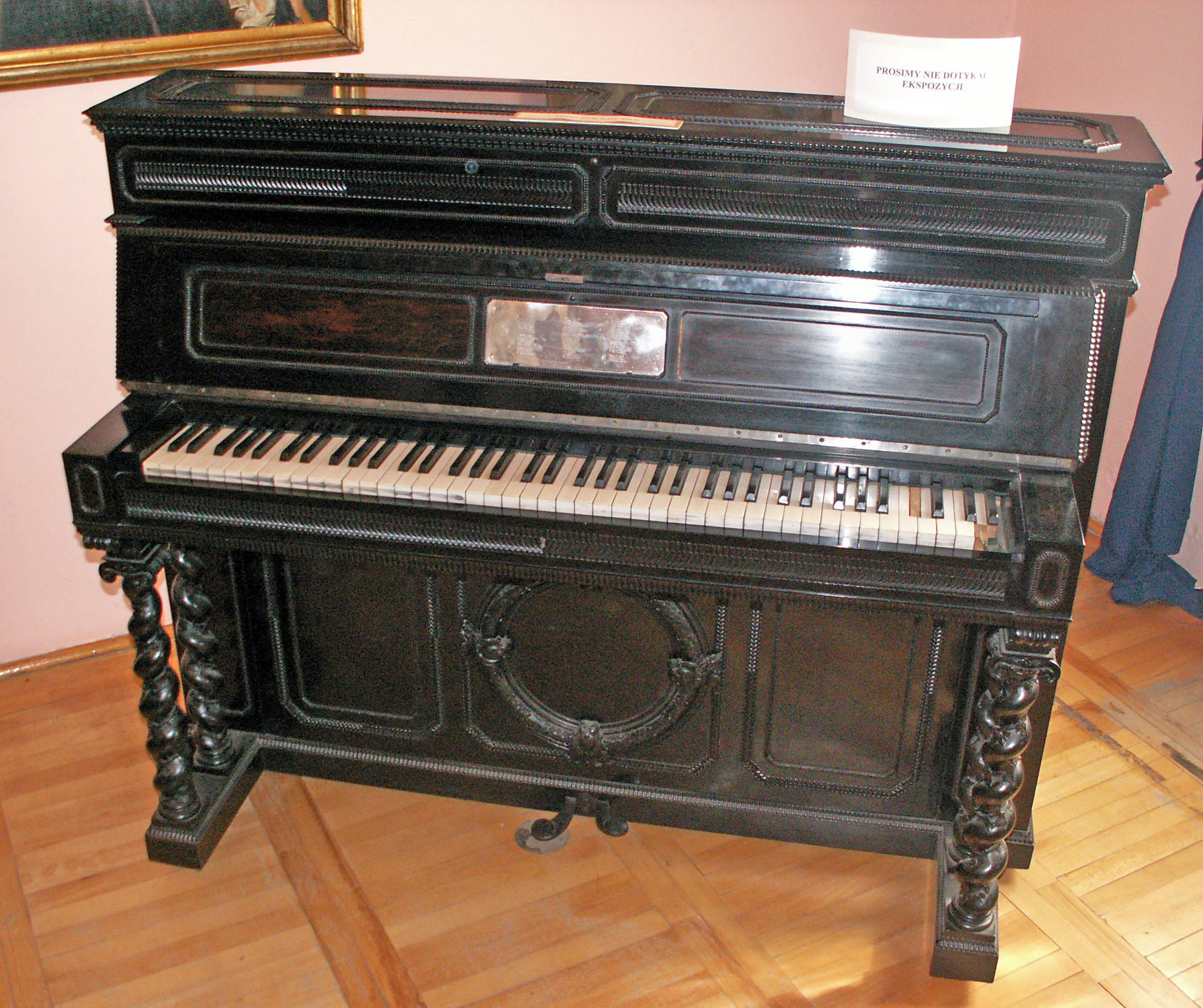
Pianino marki Érard znajdujące się w Dworku Krasińskich w Złotym Potoku

Pianino – strunowy młoteczkowy (klawiszowy) instrument muzyczny ze strunami ustawionymi pionowo. Ma wiele cech wspólnych z fortepianem.

## Historia
Poprzednikami pianina było klawicyterium (rodzaj klawesynu z pionowym naciągiem strun) oraz instrument zwany żyrafą.
Za pierwszego budowniczego fortepianu uważa się Włocha Bartolomea Cristoforiego, który zbudował pierwszy instrument strunowy z mechanizmem młoteczkowym ok. 1709 roku.
Pierwsze pianino zbudował Jan Schmidt z Salzburga lub Grüneberger z Halle w końcu XVIII w. lub na początku XIX w. W 1802 roku Th. Lond skonstruował w Londynie pianino o naciągu skośnostrunnym. Mechanizm pianinowy ulepszył i opatentował Robert Wornum w 1826 r. Rozwiązanie to było na tyle dobre, że stosuje się je do dziś. Jedyną modyfikacją jest zastosowanie innego tłumika. Konstruktorami pianin byli także m.in.: Carl Bechstein, Julius Blüthner, Ignaz Bösendorfer, Ignaz Pleyel.
Pianino zdobyło popularność w drugiej połowie XIX w., gdy w mieszczańskich domach zaczęło wypierać fortepian z powodu niższej ceny i mniejszych rozmiarów.
W Polsce po II wojnie światowej pianina były produkowane w fabrykach: „Defil” w Lubinie, Calisia w Kaliszu (do 20 września 2007 r.), Legnickiej Fabryce Fortepianów i Pianin w Legnicy.

## Rodzaje mechanizmów pianinowych

Schemat mechanizmu dolnotłumikowego

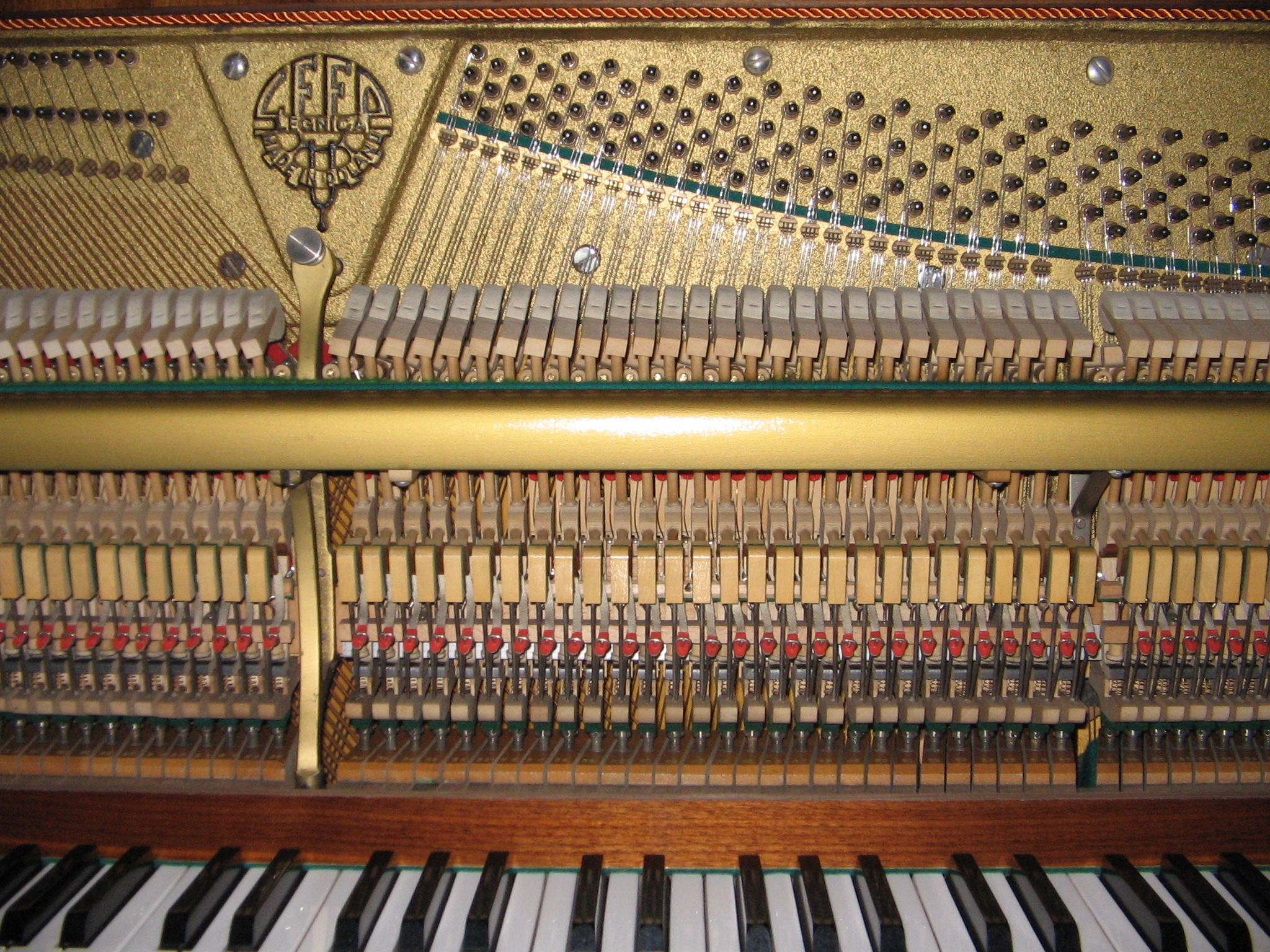
Mechanizm dolnotłumikowy

### Mechanizm dolnotłumikowy
Mechanizm dolnotłumikowy, zwany angielskim, jest mechanizmem stosowanym w instrumentach produkowanych obecnie.

#### Schemat mechanizmu dolnotłumikowego
1. strojnica
2. kołek stroikowy
3. agrafa
4. śruba mocująca mechanizm
5. struna
6. tłumik
7. dźwignia tłumika
8. dźwignia orzecha
9. belka konstrukcyjna
10. dźwignia prawego pedału (pedał forte)
11. łyżeczka tłumikowa
12. dźwignia klawiszowa
13. pilot
14. dźwignia główna
15. stopka popychacza
16. baryłka wyzwalacza
17. popychacz
18. chwytnik
19. przeciwchwytnik
20. listwa oporowa młotków
21. młotek

#### Zasada działania

Podział klawiatury na oktawy oraz położenie nut na klawiaturze i pięciolinii

Dźwignie mechanizmu młoteczkowego uruchamiane są naciśnięciem dźwigni klawiszowej (12). Ten ruch przenoszony jest na pilota (13). Następnie popychacz (17) umieszczony przegubowo na dźwigni głównej (14) odchyla dźwignię orzecha (8) w kierunku strun (5). Podczas ruchu dźwigni głównej łyżeczka tłumikowa (11) styka się z dźwignią tłumika (7), po czym klocek tłumika odsuwa się od strun. Dalszy ruch dźwigni głównej powoduje zetknięcie się stopki popychacza (15) z baryłką wyzwalacza (16), dochodzi do wysunięcia popychacza spod dźwigni orzecha. Następnie młotek (21) uderza w struny (5) i dźwignia orzecha wraz z nim wykonuje ruch powrotny. W połowie powrotnej drogi młotka przeciwchwytnik (19) dźwigni orzecha zostaje złapany przez chwytnik (18) dźwigni głównej. Gdy tylko dźwignia główna zaczyna się obniżać, popychacz wraca pod dźwignię orzecha, tłumik dociska struny, a mechanizm gotowy jest do następnego cyklu pracy.

### Mechanizm górnotłumikowy

Schemat mechanizmu górnotłumikowego

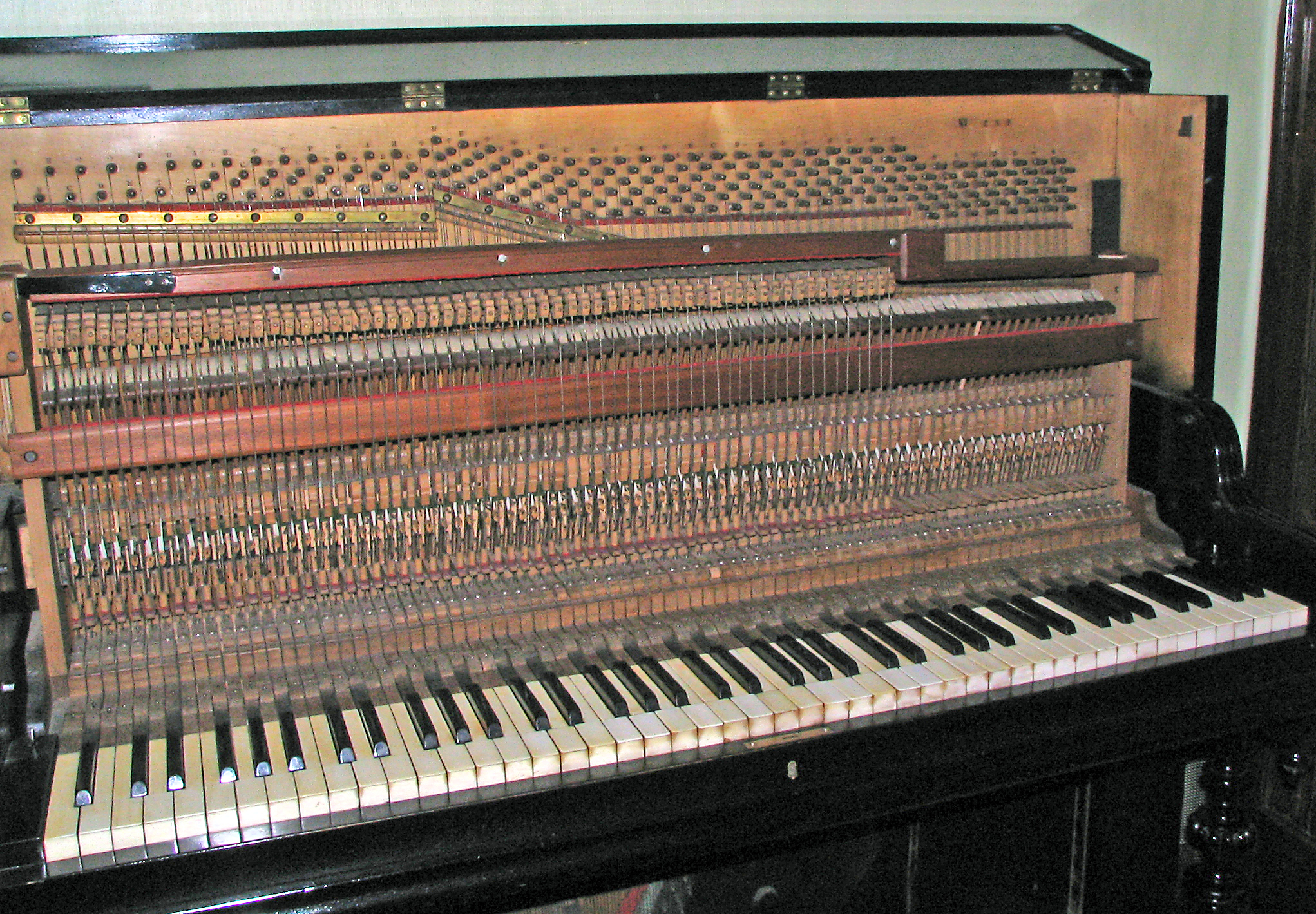
Mechanizm górnotłumikowy

Mechanizm górnotłumikowy, zwany wiedeńskim, jest już konstrukcją historyczną. Wyszedł z użycia na przełomie XIX i XX w.

#### Schemat mechanizmu górnotłumikowego
1. strojnica
2. kołek stroikowy
3. agrafa
4. tłumik
5. struna
6. dźwignia orzecha
7. belka konstrukcyjna
8. dźwignia główna
9. dźwignia klawiszowa
10. pilot
11. baryłka popychacza tłumika
12. stopka popychacza
13. baryłka wyzwalacza
14. popychacz
15. chwytnik
16. przeciwchwytnik
17. listwa oporowa młotków
18. młotek
19. pręt popychacza tłumika
20. dźwignia tłumika
21. belka konstrukcyjna

#### Zasada działania
Dźwignie mechanizmu młoteczkowego uruchamiane są naciśnięciem dźwigni klawiszowej (9), ten ruch przenoszony jest na pilot (10). Wtedy popychacz (14) umieszczony przegubowo na dźwigni głównej (8) odchyla dźwignie orzecha (6) w kierunku strun (5). Podczas ruchu dźwigni głównej, gdy opiera się ona o baryłkę popychacza tłumika (11) przenosi przednią część dźwigni tłumika (21) i klocek tłumika odsuwa się od strun. Dalszy ruch dźwigni głównej powoduje zetknięcie się stopki popychacza (12) z baryłką wyzwalacza (13), dochodzi do wysunięcia popychacza spod dźwigni orzecha. Następnie młotek (19) uderza w struny i dźwignia orzecha wraz z nim wykonuje ruch powrotny. W połowie powrotnej drogi młotka, przeciwchwytnik (16) dźwigni orzecha zostaje złapany przez chwytnik (15) dźwigni głównej. Gdy tylko dźwignia główna zaczyna się obniżać, popychacz wraca pod dźwignię orzecha, a mechanizm gotowy jest do następnego cyklu pracy. Wraz z obniżeniem się przedniej części dźwigni głównej obniża się przednia część dźwigni tłumika, powodując ruch klocka tłumika w kierunku strun. Zostaje on dociśnięty do strun ciężarem dźwigni i tym samym tłumi drgania strun.

## Pedały pianina

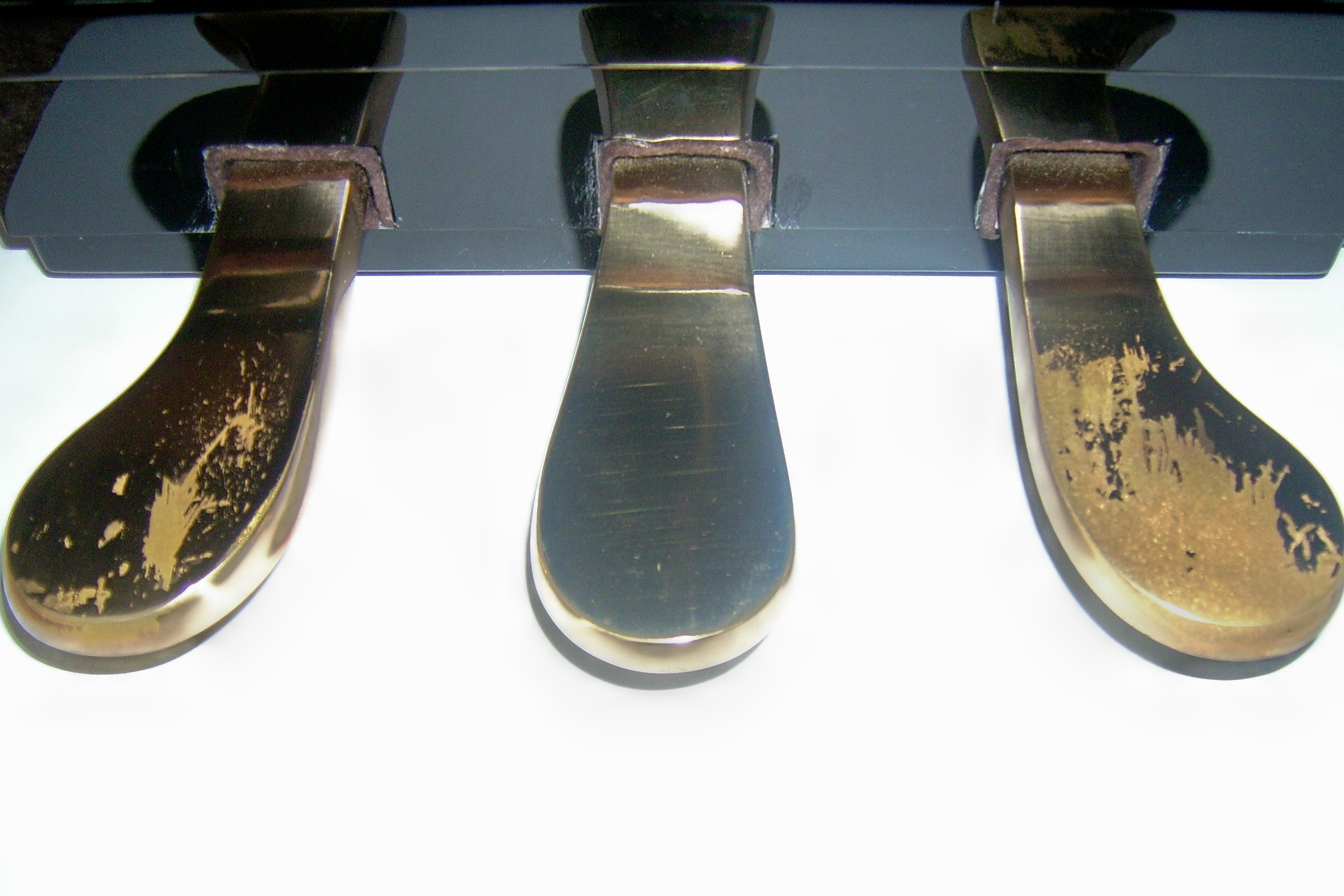
Pedały pianina.

Większość pianin posiada dwa pedały. Obecnie w nowych instrumentach montowane są trzy; w pierwszych pianinach był tylko jeden.
Najczęściej używany jest prawy pedał, jego zadaniem jest przedłużenie wybrzmienia zagranych dźwięków po zdjęciu palców z klawiszy.
Środkowy pedał ma zupełnie inne zastosowanie niż w fortepianie. Wycisza on maksymalnie brzmienie pianina. Po jego wciśnięciu między młotki a struny wsuwa się pasek filcu co zmniejsza siłę uderzenia młotka w struny. W przedwojennych pianinach zamiast tego pedału instalowano gałkę z boku klawiatury z napisem moderator.
Użycie lewego pedału powoduje lekkie wyciszenie pianina. Po jego wciśnięciu belka spoczynkowa młotków przesuwa się w kierunku strun zmniejszając odległość młotka od struny.

## Strojenie

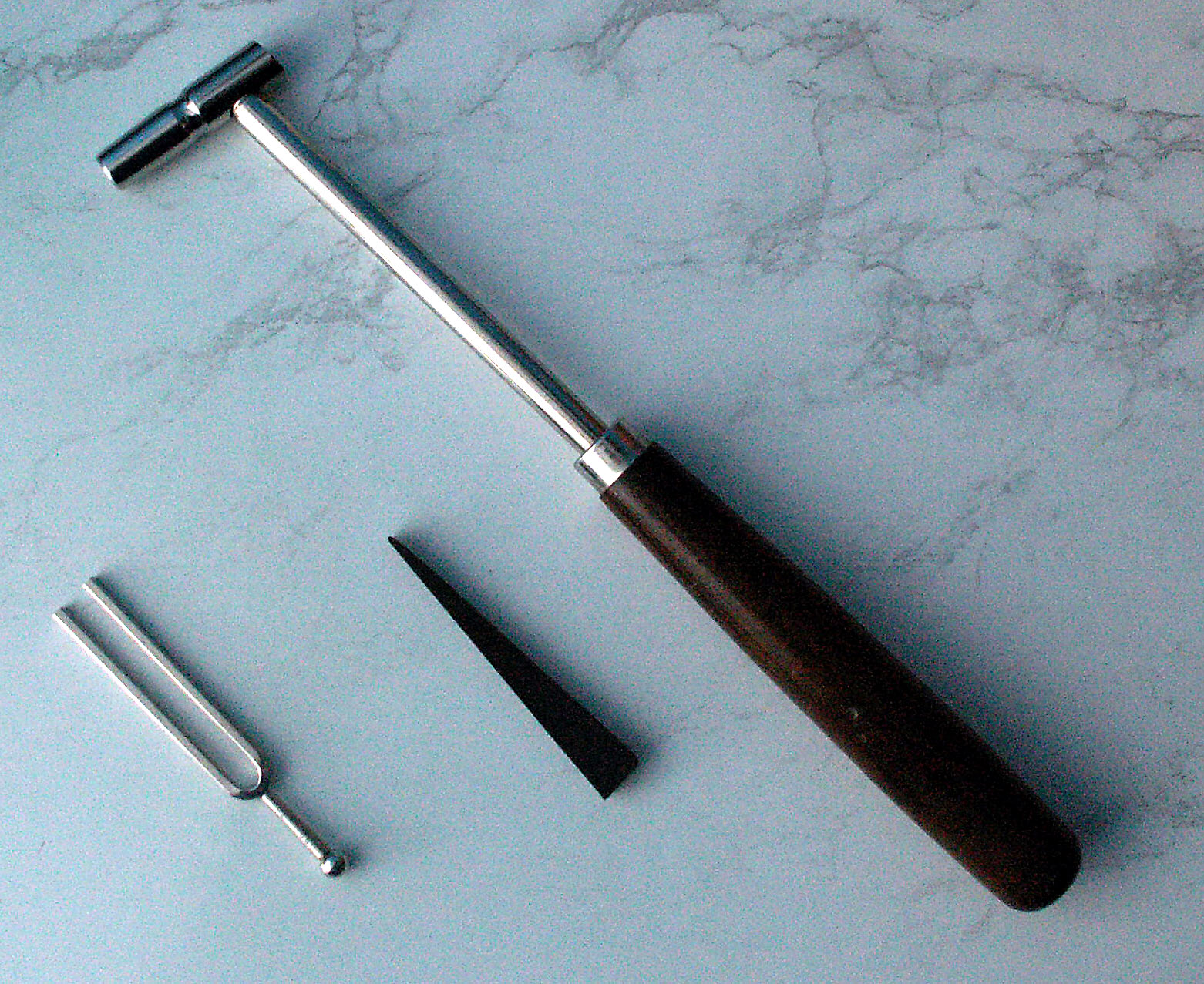
Zestaw do strojenia pianin i fortepianów – od lewej: kamerton, klin do tłumienia niestrojonych strun, klucz do strojenia

Strojenie temperacji systemem kwartowo-kwintowym.
Temperacja to zakres dźwięków od a do a1.
a – od kamertonu
a – a1 – oktawa w górę
a – d1 – kwarta w górę
a – e1 – kwinta w górę
e1 – h – kwarta w dół
h – fis1 – kwinta w górę
fis1 – cis1 – kwarta w dół
cis1 – gis1 – kwinta w górę
gis1 – dis1 – kwarta w dół
dis1 – b – kwarta w dół
b – f1 – kwinta w górę
f1 – c1 – kwarta w dół
c1 – g1 – kwinta w górę.
Każda kwinta i kwarta musi posiadać odpowiednią częstotliwość dudnień (dudnienie ma tym mniejszą częstotliwość, im niżej położone dźwięki danego interwału); używając systemu równomiernie temperowanego, nie uzyskuje się przy tym idealnie czystych kwint i kwart, co ma znaczenie fizjologiczne. Dźwięki poszczególnych strun dla jednego dźwięku (zależnie od wysokości dźwięku 1-3 struny, w niektórych instrumentach 4) stroi się osobno, pozostałe struny tłumiąc za pomocą klina gumowego lub drewnianego. Resztę dźwięków stroi się w oktawach od temperacji. Strojenie pianina jest dosyć trudne, stąd też w zasadzie powinno być przeprowadzone przez fachowca – stroiciela. Pianino i fortepian (w przeciwieństwie np. do skrzypiec) charakteryzuje się stosunkowo dużą stabilnością stroju i wymaga strojenia jedynie od czasu do czasu (przeciętnie raz lub dwa razy w roku). Strojenie coraz częściej wspomaga się urządzeniami elektronicznymi – tunerami (nie sprawdzają się przy tym najprostsze modele).

## Najczęstsze wady i usterki używanych pianin
1. Uszkodzenia dźwięcznicy:
- pęknięcia płyty rezonansowej – powstają na skutek zbyt suchego powietrza w pomieszczeniu, w którym znajduje się instrument,
- zerwane struny – przyczyną mogą być uszkodzenia mechaniczne strun lub rdza, która pojawia się na ich powierzchni pod wpływem wilgoci,
- luźne kołki stroikowe – uszkodzenie dotyczące głównie starych instrumentów. Naprężenia działające na strojnicę doprowadzają do wyrobienia gniazd, w których osadzono kołki. Powoduje to bardzo szybkie rozstrajanie się pianina.

2. Uszkodzenia klawiatury:
- odklejanie się okładzin klawiszy – głównie kość słoniowa lub wołowa, którą klej przestaje wiązać, gdy powietrze w pomieszczeniu jest zbyt suche lub wilgotne,
- nierówna klawiatura – powodem tego jest silne wytarcie i zbicie podkładek sukiennych i papierowych na sztyftach okrągłych i płaskich w ramiaku klawiaturowym.

3. Uszkodzenia mechanizmu:
- złamania trzonków młotkowych – na skutek silnych uderzeń w klawiaturę lub wad w drewnie,
- złamania widełek – są one najdelikatniejszym elementem mechanizmu pianina, ulegają uszkodzeniu przy zbyt mocnym dokręceniu ich do belki konstrukcyjnej mechanizmu,
- wysuwanie się osi z widełek – usterka pojawiająca się w każdym instrumencie, jest ona wynikiem normalnego jego użytkowania. Efektem luźnych osi są luzy boczne poszczególnych dźwigni,
- wybijanie się filcu młotkowego – usterka pojawiająca się w każdym instrumencie, jest ona wynikiem normalnego użytkowania,
- brak jednolitej barwy dźwięku – w instrumentach takich przeprowadza się ponowną intonację młotków.

## Wymiary pianina
- Szerokość: 140–155 cm
- Głębokość: 50–60 cm
- Wysokość:110-130 cm
- Masa: 175–300 kg